# Йегер, Чарльз Элвуд
Чарльз Элвуд Йегер (англ. Charles Elwood Yeager; 13 февраля 1923, округ Линкольн, Западная Виргиния, США — 7 декабря 2020, Лос-Анджелес), более известный как Чак Йегер (англ. Chuck Yeager), — американский ас Второй мировой войны, лётчик-испытатель, в дальнейшем генерал военно-воздушных сил США. В 1947 году первым в мире превысил на самолёте скорость звука в управляемом горизонтальном полёте.

## Биография
Чарльз Элвуд Йегер родился 13 февраля 1923 года.
Во время Второй мировой войны сначала был авиамехаником, но в 1942 году стал пилотом. Обучался на Bell P-39 Airacobra, а на службе летал на P-51 Mustang, в ноябре 1943 был отправлен в Англию, сбил 11 самолётов противника, включая реактивный Me-262, когда тот шёл на посадку. 12 октября 1944 года стал «асом одного дня», сбив за один вылет 5 самолётов противника. Ему принадлежит популярная фраза «Когда я в первый раз увидел реактивный самолёт, я его сбил».

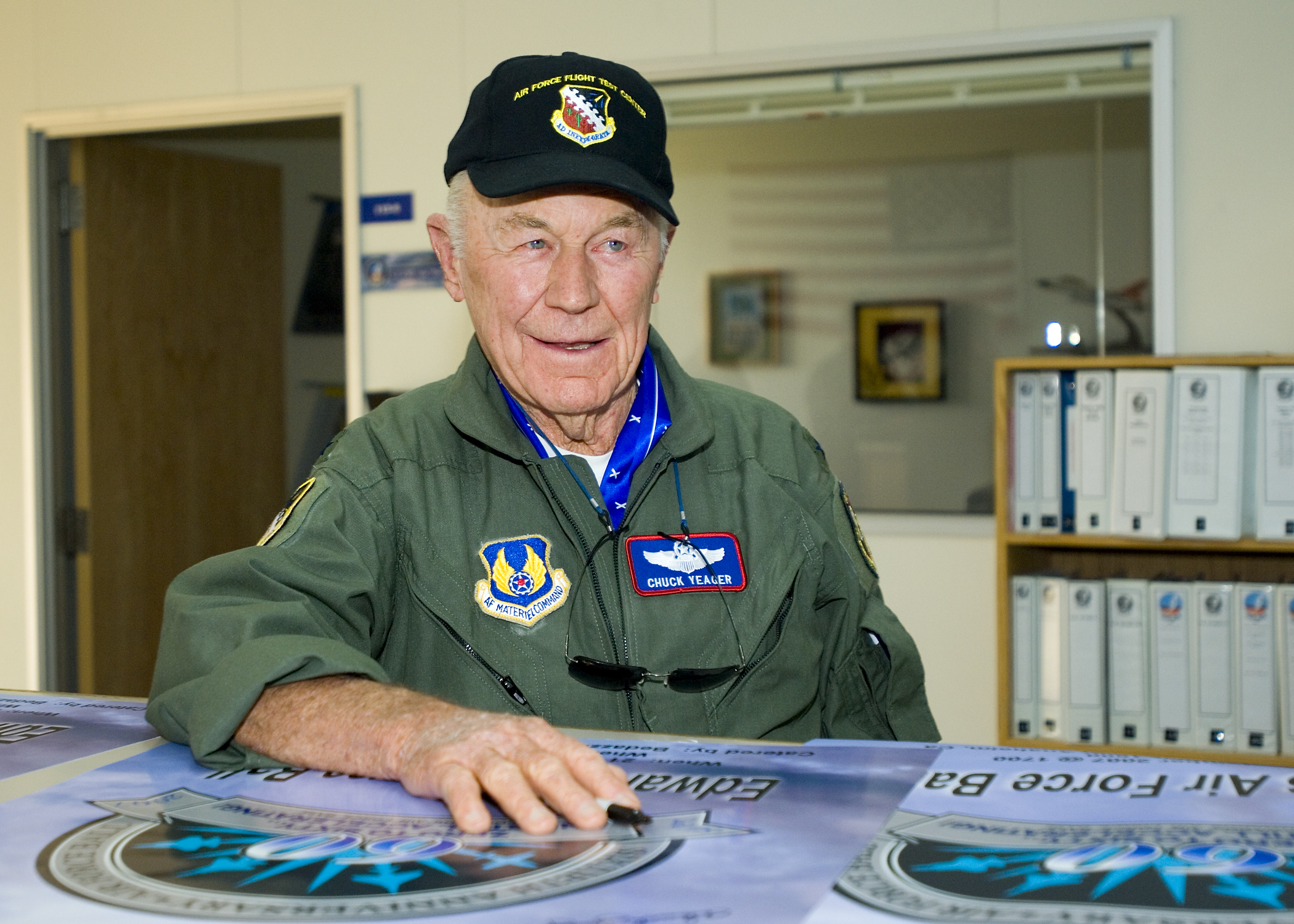
Чарльз Йегер, фотография 2007 года

14 октября 1947 года Йегер на самолёте Bell X-1 стал первым человеком, превысившим скорость звука в управляемом горизонтальном полёте. Впоследствии он внёс большой вклад в развитие военной авиации и космонавтики в США (но сам в отряд астронавтов не попал по причине отсутствия высшего или средне-специального образования: Йегер имел лишь аттестат об окончании средней школы). Его авиационная карьера продолжалась более чем 60 лет, и за это время он успел побывать в самых разных уголках земного шара, включая Советский Союз во времена холодной войны. Участвовал в испытаниях советского истребителя МиГ-15, угнанного северокорейским лётчиком Но Гым Соком. Во время вьетнамской войны командовал авиакрылом и совершил больше 100 боевых вылетов. Был военным атташе в Пакистане во время индо-пакистанской войны.
В 1953 году на съёмках фильма «Лётчик» (англ. Jet Pilot) Чарльз Йегер на том же Bell X-1 исполнил много эффектных воздушных сцен. Однако, сочтя фильм неудачным, продюсер Говард Хьюз «положил фильм на полку», в прокат картина была выпущена в 1957 году.
Об истории преодоления звукового барьера и в частности о жизни Чака Йегера рассказывает фильм «Парни что надо» (англ. The Right Stuff), получивший в 1984 году четыре премии «Оскар».
Йегер выступал техническим консультантом при создании серии компьютерных игр жанра авиасимулятор, в частности Chuck Yeager’s Air Combat, вышедшей в 1991 году и ставшей третьим компьютерным симулятором, разработанным с его участием.
Бригадный генерал Чарлз Йегер умер на 98 году жизни 7 декабря 2020 года.

## Награды
- Медаль Победы во Второй мировой войне (США)
- Серебряная звезда (США)
- Орден «Легион почёта» (дважды)[6]
- Крест лётных заслуг (США)
- Бронзовая звезда (США)
- Пурпурное сердце
- Воздушная медаль (США)
- Похвальная медаль Военно-Воздушных сил
- Медаль «За защиту Америки»
- Медаль американских кампаний
- Медаль «За Европейско-африканско-ближневосточную кампанию»
- Президентская медаль Свободы
- Золотая авиационная медаль ФАИ (1947)